# 광평공 (1083년)
광평공(廣平公, 1083년 - 1170년 1월 12일)은 고려 중기의 왕족, 정치인, 의사로 이름은 왕원(王源)이며 고려 문종의 손자이자 추존왕 양헌왕 왕도의 아들이다. 큰아버지 숙종의 딸이자 사촌 누이인 안수공주와 결혼하고 광평백에 봉작되었다가, 후(侯)를 거쳐 공(公)으로 승작하였다. 본관은 개성 왕씨이다.

## 생애
광평공 왕원은 1083년 문종(文宗)과 인경현비의 손자이자 조선공으로 사후 조선국 양헌왕(朝鮮國 禳憲王)에 추증된 왕도의 둘째 아들로 태어났다. 어머니는 인천 이씨로 상국(相國) 이정(李頲)의 딸이다.
1086년(선종 3년)에 검교사공(檢校司空)이 되고 주국(柱國)의 훈위를 받았으며, 이후 은청광록대부(銀靑光祿大夫)로 수태부 상주국(守太傅 上柱國)이 되었다. 숙종 때 수충공신 특진검교태위 수사도(輸忠功臣特進檢校太慰守司徒) 상주국에 가자되었다. 숙종(肅宗) 때 숙종의 제3녀인 안수공주(安壽公主, 다른 이름은 순정공주(順貞公主))와 결혼하여 백작으로 진봉되어 광평백(廣平伯)으로 봉작되고 개부의동삼사(開府儀同三司)로 승진하였다. 인종 때 승작하여 광평후(廣平侯)가 되었다가 다시 공으로 봉하여져 광평공이 되었으며 식읍(食邑)은 300호(戶)로부터 3,000읍(邑)으로 늘어났다.
그는 유교와 불교에 두루 통하였고, 의술(醫術)에 더욱 뛰어나서 일찍부터 약으로 인민들을 널리 다스렸다. 중년부터는 불교에 심취하여, 항상 『법화경(法華經)』을 읽으니 가내에 소장한 법화경본은 거의 만 권에 가까웠다 한다. 1170년 1월 12일에 병이 들어 불령(佛嶺)의 집에서 사망하였다. 향년 88세이다. 
사후 1171년(명종 1년) 12월 2일 백악산(白岳山)의 서쪽 기슭에 매장하였다.

## 가족 관계
그의 아들 안평공 왕경 역시 예종의 둘째 딸 흥경공주와 결혼하였다.
- 조부 : 고려 제11대 문종(文宗, 1019~1083 재위: 1046~1083)
- 조모 : 인경현비 이씨(仁敬賢妃 李氏)
  - 아버지 : 증 양헌왕 조선공 왕도(贈 禳憲王 朝鮮公 王燾, ? ~1099)
- 외조부 : 상국 정헌공 이정(相國 貞憲公 李頲, 1025~1077)
- 외조모 : 중서령 왕가도(中書令 王可道, ? ~1034)의 3녀 상당현군 왕씨(上黨縣君 王氏, ? ~1077)
  - 어머니 : 인천 이씨(仁川 李氏)
    - 형 : 검교태사 수사공 자(檢校太師 守司空 滋, ? ~1101)
    - 부인 : 숙종(肅宗)의 3녀 안수공주(安壽公主, 다른 이름은 순정공주(順貞公主)
      - 아들 : 안평공 경(安平公 璥, 1117~1177)
      - 며느리 : 예종(睿宗)의 딸 흥경공주(興慶公主)

    - 동생 : 강릉공 온(江陵公 溫, ? ~1146)